# Rosa Uylenburg
Rosa Uylenburg (Amsterdam, 10 mei 1963) is een Nederlands jurist gespecialiseerd in het bestuursrecht. Sinds 1 januari 2024 is ze voorzitter van de Afdeling bestuursrechtspraak van de Raad van State, de hoogste algemene bestuursrechter van Nederland.
Uylenburg volgde het vwo van 1975 tot 1981 aan het Sint-Vituscollege te Bussum en studeerde daarna rechten aan de Universiteit van Amsterdam, waar ze in 1986 afstudeerde. Aansluitend was ze een jaar werkzaam als juridisch medewerker bij het Zuiveringschap Amstel- en Gooiland, waarna ze terugkeerde naar de UvA als promovendus. Op 12 oktober 1992 promoveerde ze daar op het proefschrift Rechtsbescherming in het milieurecht; promotoren waren Niels Koeman en Leo Damen. Na haar promotie werd ze universitair docent (vanaf 1996 universitair hoofddocent) bij het Centrum voor Milieurecht van de UvA, waar ze zich specialiseerde in het bestuurlijk milieurecht. 
Op 22 augustus 2003 werd Uylenburg benoemd tot gewoon hoogleraar milieurecht, in het bijzonder natuurbeschermingsrecht, aan de UvA. Ze hield haar oratie, getiteld Nieuwe natuur en het recht, op 20 mei van dat jaar. Vanaf 2006 was ze tevens directeur van het Centrum voor Milieurecht (ook wel Amsterdam Centre for Environmental Law and Sustainability genoemd). Haar onderzoek richt zich op het bestuursrechtelijk milieurecht, waaronder rechtsbescherming in het milieurecht, implementatie van Europese richtlijnen, milieuvergunningen en milieuhinder. Tot 2012 was zij voorzitter van de Vereniging voor Milieurecht.
Op 1 juni 2012 werd Uylenburg benoemd tot staatsraad bij de Afdeling bestuursrechtspraak van de Raad van State. Sinds 2017 is ze daar tevens voorzitter van de Omgevingskamer. Per diezelfde datum werd haar leeropdracht aan de Universiteit van Amsterdam omgezet in een tot onbezoldigd gewoon hoogleraar (sinds 1 januari 2020: bijzonder hoogleraar). Op 24 augustus 2023 werd ze voorgedragen als nieuwe voorzitter van de Afdeling bestuursrechtspraak per 1 januari 2024, als opvolgster van Bart Jan van Ettekoven.
Ze is met Marius Aalders en Peter Korrel auteur van Handhaving van milieurecht (uitgeverij Boom, 1987).
Leden:
Koning der Nederlanden · 
Th.C. de Graaf (vice-president) · 
R. Uylenburg (voorzitter ABRvS) · 
G.J.J. Heerma van Voss · 
E. Helder · 
H.G. Sevenster · 
L.F.M. Verhey · 
B.P. Vermeulen 

Staatsraden: 
C.H.M. van Altena ·
T. Avedissian* ·
H.J.M. Baldinger · 
A.W.M. Bijloos · 
J.C. Boeree* ·
C.J. Borman ·
J.H. van Breda ·
B.J. Bruins ·
K.M. Buitenweg ·
W.D. Bult-Spiering ·  
E.J. Daalder ·
J.Th. Drop · 
V.V. Essenburg · 
B.J. van Ettekoven · 
M.W.C. Feteris* ·
J.J.W.P. van Gastel · 
F.H.G. de Grave · 
J.W. van de Gronden* ·
G. de Groot* ·
J.F. de Groot · 
J. Gundelach ·
G.J.J. Heerma van Voss ·
S.J.C. Hemels · 
M. den Heijer · 
J. Hoekstra · 
G.J.H. Houtzagers · 
G.T.J.M. Jurgens ·
M.M. Kaajan · 
P.H.A Knol · 
R.W.L. Koopmans* · 
A. Kuijer · 
C.C.W. Lange ·
B. Meijer ·
E.A. Minderhoud ·
A.J.C. de Moor-van Vugt ·
J.M.L. Niederer ·
A.G.A. Nijmeijer* ·
W. den Ouden · 
J.C.A. de Poorter · 
B.P.M. van Ravels · 
J. Schipper-Spanninga ·  
J.A.W. Scholten-Hinloopen ·
C.H. Sieburgh* ·
N.J. Schrijver ·
Th.G.M. Simons* · 
G. Snijders* ·
M. Soffers · 
G. Snijders* · 
E. Steendijk ·
A.L.J. van Strien* · 
R.J.M. van den Tweel ·
A. ten Veen · 
G.O. van Veldhuizen ·
H.C.P. Venema ·
D.A. Verburg ·
N. Verheij · 
M.B. Vos ·
P.J. Wattel* ·
R.J.G.M. Widdershoven* ·
J.M. Willems · 
C.M. Wissels · 
S.F.M. Wortmann · 
R. van Zwol 
(*staatsraad in buitengewone dienst)

Staatsraad van het Koninkrijk:
M.G.M. Schwengle (Aruba) · P.R.J. Comenencia (Curaçao) · M.C. van der Sluijs-Plantz (Sint Maarten)

- International Standard Name Identifier: 0000 0000 3087 7568
- Nationale Bibliotheek van Tsjechië: mub2016915227
- Nationale Bibliotheek van Israël: 987008729592405171
- Système universitaire de documentation: 178122718
- Virtual International Authority File: 31094551